# أبدولاي ديالو
أبدولاي ديالو (بالفرنسية: Abdoulaye Diallo)‏ (15 يناير 1996 - ) هو لاعب كرة قدم سنغالي في مركز الهجوم.

## روابط خارجية
- أبدولاي ديالو على موقع قاعدة بيانات كرة القدم.إي يو (الإنجليزية)
- أبدولاي ديالو على موقع Soccerway.com (الإنجليزية)
- أبدولاي ديالو على موقع عالم كرة القدم.نت (الإنجليزية)